# شريف مدحت
شريف مدحت هو لاعب كرة قدم مصري في مركز حراسة المرمى، ولد في 20 يناير 1988. لعب مع نادي بترول أسيوط.

## وصلات خارجية
- شريف مدحت على موقع قاعدة بيانات كرة القدم.إي يو (الإنجليزية)
- شريف مدحت على موقع Soccerway.com (الإنجليزية)